# Florémont
Florémont là một xã, nằm ở tỉnh Vosges trong vùng Grand Est của Pháp. Xã này có diện tích 8,09 kilômét vuông, dân số năm 1999 là 406 người. Xã này nằm ở khu vực có độ cao trung bình 278 m trên mực nước biển.
Dân địa phương tiếng Pháp gọi là Florémonts.

## Biến động dân số
| 1962                                         | 1968 | 1975 | 1982 | 1990 | 1999 |
| -------------------------------------------- | ---- | ---- | ---- | ---- | ---- |
| 286                                          | 288  | 295  | 370  | 445  | 406  |
| Số liệu từ năm 1962: Dân số không tính trùng |      |      |      |      |      |